# Utricularia pubescens
Utricularia pubescens ist eine fleischfressende Pflanze aus der Gattung der Wasserschläuche (Utricularia) der Familie Lentibulariaceae. Sie ist in Indien, Afrika und Südamerika verbreitet.

## Beschreibung

### Vegetative Merkmale

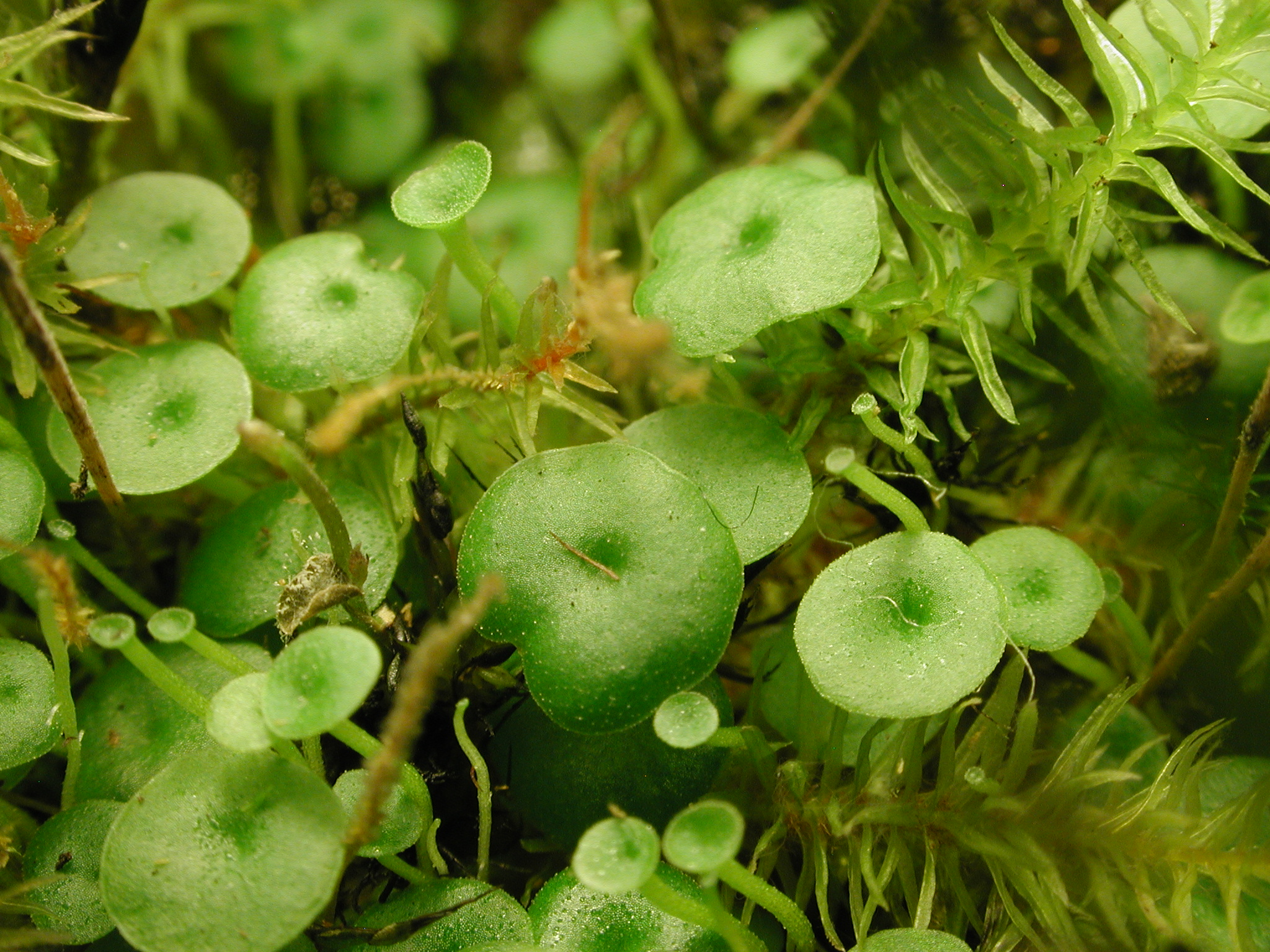
Utricularia pubescens, Laubblätter

Utricularia pubescens ist eine ein- bis zweijährige, terrestrische oder lithophytische Pflanze von kriechendem Wuchs. Sie bildet nur wenige Rhizoide von einfachem Bau und einer Dicke von etwa 0,2 mm. Die Stolone hingegen sind reich verzweigt und mehrere Zentimeter lang. Die Laubblätter sind zahlreich und lose über die Stolone verteilt. Ihre Stiele werden 2–10 mm lang, die zuweilen fleischige Lamina ist schildförmig und erreicht etwa 1–8 mm im Durchmesser. Die Blattadern sind gegabelt und nur wenig miteinander verwoben.
Die Fallen erscheinen in großer Zahl und wachsen an den Rhizoiden, den Stolonen und an den Blattstielen. Sie sind eiförmig, an kurzen Stielen sitzend und ihre Größe schwankt zwischen 0,5 und 0,8 mm. Die Öffnung sitzt seitlich und ist außen an der Fallenklappe und dicht um die Klappe herum mit kurzstieligen, kammförmig angeordneten Drüsen besetzt.

### Generative Merkmale
Die Infloreszenz ist aufrecht, von einfachem Bau und unverzweigt. Sie wird 2–35 cm lang, der Stiel ist im Querschnitt rund, 0,3–0,6 mm dick und drüsig behaart. Die Brakteen sind an ihrer Basis verwachsen, oval und etwa 1,0 mm lang. Die Blüten erscheinen einzeln oder bis zu zehnt. Die Kelchblätter sind leicht konvex und mit Papillen besetzt. Die Blütenkrone ist 5–10 mm lang und weiß bis blass lila gefärbt, sie weist auf der Unterlippe einen gelblichen Fleck mit dunkel violetter Umrandung auf, manchmal ist der gesamte Fleck eintönig violett. Die obere Blütenlippe ist auffallend kleiner als die untere, sie ist länglich und wird zur Spitze hin schmäler; die untere Lippe ist fast kreisförmig, mit einem gut sichtbaren Kamm an der Basis und einer abgerundeten Spitze. Der Blütensporn ist kegelförmig und etwas länger als die Unterlippe. Die Blütezeit scheint sich über das ganze Jahr hin zu ziehen, besonders blühfreudig ist Utricularia pubescens jedoch zu Beginn und gegen Ende der Regenzeit.
Die Samenkapseln sind kugelförmig, ihr Durchmesser beträgt ca. 1–2 mm. Die Kapselwände sind feist und relativ dick. Die Samenkörner sind etwa 0,25 mm groß.

## Verbreitung und Habitat
Utricularia pubescens ist in Indien, im tropischen Afrika von Guinea bis Äthiopien und Sambia und in den Regenwäldern von Südamerika beheimatet. Dort wächst sie in torfhaltigem und versumpftem Grasland, an Bachläufen oder auf nassem Fels. Ihre Habitate können sonnig oder schattig sein und befinden sich 0–1000 m über dem Meeresspiegel.

## Systematik
Utricularia pubescens ist die einzige Art der Sektion Lloydia, nächst verwandt sind die Sektionen Calpidisca und Australes. Die Art wurde 1819 von James Edward Smith erstbeschrieben, die Sektion 1986 von Peter Taylor.

## Nachweise
1. 1 2 3 4 5 6  Peter Taylor: The Genus Utricularia: A taxonomic Monograph (= Kew bulletin additional series, Band 14). Royal Botanic Gardens Kew, London 1989, ISBN 0947643729, Seite 230–234.
2. ↑  K. F. Müller, T. Borsch, L. Legendre, S. Porembski, W. Barthlott: Recent Progress in Understanding the Evolution of Carnivorous Lentibulariaceae (Lamiales). In: Plant Biology, 2006; 8: 748–757